# Initiative européenne de stabilité

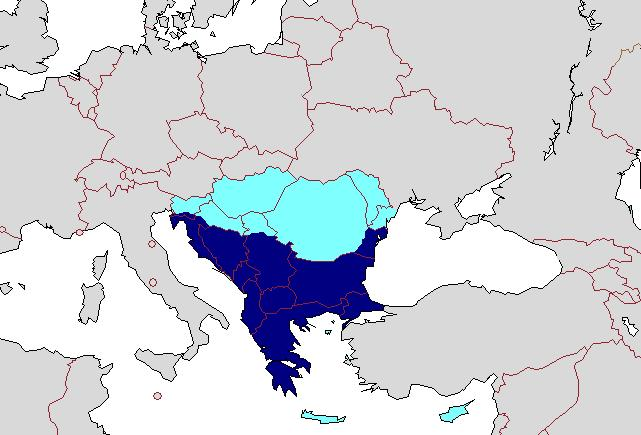
Les Balkans
États considérés comme étant en Europe du Sud-Est

L'Initiative européenne de stabilité (en anglais European Stability Initiative ou ESI) est un groupe de réflexion étudiant les questions géopolitiques liées à l'Europe du Sud-Est et à l'élargissement de l'Union européenne. Elle possède des bureaux à Berlin, Bruxelles et Istanbul.

## Histoire
L'ESI a été fondée en juin 1999 à Sarajevo. Ses fondateurs, des analystes et professionnels de différents pays, étaient membres d'organisations internationales comme l'OSCE, les Nations Unies ou la Banque mondiale. Elle a été fondée en tant que réseau de recherche pour faire avancer l'intégration des Balkans dans l'Union européenne, après la fin de la guerre du Kosovo. Le président fondateur d'ESI est Gerald Knaus.
En 2000, l'ESI ouvre ses premiers bureaux, à Berlin et à Bruxelles. En 2004, l'ESI ouvre un bureau à Istanbul et lance ses premières initiatives sur les développements sociaux et économiques de la Turquie dans le contexte de la candidature d'adhésion du pays à l'UE.
En juin 2007, l'ESI commence à travailler sur une série documentaire intitulée « Balkan Express/Return to Europe ». Les films évoquent les parcours de personnes luttant pour les valeurs démocratiques dans dix pays (Albanie, Kosovo, Monténégro, Bosnie-Herzégovine, Macédoine, Serbie, Roumanie, Bulgarie, Grèce et Turquie). À partir d'avril 2008, les films sont diffusés, d'abord sur les chaînes de langue allemande 3sat et ORF, puis à la télévision dans le monde entier. Fin 2008, Return to Europe reçoit le "Erasmus Euro Media Grand Award" pour une production médiatique européenne exceptionnelle, décerné par la Société européenne pour l'éducation et la communication (ESEC). Le président de l'ESEC, Thomas A. Bauer, déclare que la série «combinait une mise en scène inspirée et une recherche scientifique approfondie». 
Entre 2012 et 2016, l'ESI concentre ses recherches sur la situation des droits de l'homme en Azerbaïdjan, la méthodologie de l'élargissement de l'UE, le processus de libéralisation des visas UE-Turquie, l'approche par l'UE des problèmes économiques dans les pays des Balkans occidentaux, et la crise des réfugiés syriens. En 2013 l'ESI publie une enquête d'investigation sur le système de la diplomatie du caviar mise en place par le gouvernement azerbaïdjanais. Ses révélations débouchent sur plusieurs enquêtes judiciaires dans différents pays et sur un scandale sans précédent au sein du Conseil de l'Europe.
Dans les années 2018 à 2020 l'ESI se penche sur les efforts et les réformes du gouvernement polonais pour mettre en coupes réglées et limiter les pouvoirs des instituions judiciaires du pays. Par deux fois l'ESI demande à la Commission européenne d'ouvrir une procédure d'infraction, ce qui sera fait par celle-ci. La Commission européenne conclue en 2021 que les nouvelles lois polonaises ne garantissent plus l'indépendance de la justice et qu'elles sont en contradiction avec le Traité de l'Union européenne. Elle demande donc au gouvernement polonais la mise en place de mesures temporaires et compensatoires. Les réponses du gouvernement polonais étant jugées non satisfaisantes, une saisine est déposée auprès de la cour Européenne de Justice.

## Fonctionnement
L'ESI est une organisation à but non lucratif et est financée par des dons. Ses projets actuels sur l'élargissement de l'UE, le renforcement des capacités et les droits de l'homme sont financés par l'Agence suédoise de coopération internationale au développement, Stiftung Mercator, les Open Society Foundations et ERSTE Stiftung. En 2006, l'ESI disposait d'un budget mensuel de 45 000 euros. 
Fin 2020, l'ESI avait produit plus de 62 rapports. De plus elle compte également plus de 200 analyses de fond et de recommandations sur les pratiques politiques.